# Chartreuse de Mount Grace
La chartreuse de Mount Grace (dénommée aussi prieuré de Mount Grace, en anglais : Mount Grace Priory), établie dans le village d'East Harlsey, près d'Ingelby, dans le comté de Yorkshire du Nord (North Yorkshire), en Angleterre est un prieuré de l'Ordre des Chartreux aujourd'hui en ruines.

## Situation
Situé dans les forêts du parc national des North York Moors, le prieuré est aujourd'hui le mieux conservé et le plus accessible des dix maisons chartreuses médiévales d'Angleterre. C'était le dernier monastère établi au Yorkshire et l'un des rares fondés en Grande-Bretagne dans la période entre la mort noire (1349-50) et la réforme. C'était un établissement assez petit, conçu pour abriter un prieur et vingt-trois moines.

## Histoire
Cette chartreuse est fondée en 1398 par Thomas Holland, 1er duc de Surrey, fils de Thomas, 2e comte de Kent, demi-frère du roi Richard II, ses droits de fondateur étant enchevêtrés avec ceux de John d’Ingelby. Il y fait adjoindre par Richard II le revenu de plusieurs prieurés étrangers saisis, revenu précaire, surtout après l’exécution du duc en 1400. Les ducs d’Exeter, ses parents, fondent cinq cellules en 1417. Henri V accorde à nouveau des prieurés étrangers.
Mount Grace  compte plusieurs écrivains parmi ses religieux : Nicolas Love, Richard Methley, auteur et traducteur d'ouvrages de spiritualité et mort en 1527 ou 1528, y vécut toute sa vie de chartreux et John Norton.
La maison reçoit de nombreux dons dans la seconde moitié du XVe siècle, de sorte qu'elle avait 323 £ de revenu à sa suppression. Il a été fermé en 1539 lorsque le roi Henri VIII a ordonné la dissolution des monastères. Le gouvernement doit employer la force pour faire signer l’Acte de suprématie ; la communauté participait indirectement au pèlerinage de Grâce ; elle dut signer l’acte de cession en 1539.

## Aujourd'hui
La propriété appartient maintenant à l'association à but non lucratif britannique National Trust, mais est placée sous la responsabilité de l'English Heritage.